# KV 29
Cet article concerne l'étoile double. Pour le tombeau inconnu dans la vallée des rois, voir KV29.
Étoile variable de type Algol
Étoile
KV 29 est une étoile binaire spectroscopique située dans M11 (l'amas du Canard sauvage). Il s'agit d'une étoile variable à éclipses de type Algol.